# Cieśnina Węża
Cieśnina Węża (dawniej: Cieśnina Żmij; ang. Serpent’s Mouth a. Serpents Mouth; hiszp. Boca del Serpiente a. Boca de Serpiente a. Boca de la Serpiente) – cieśnina między przylądkiem Icacos Point na południowo-zachodnim krańcu wyspy Trynidad a północnym wybrzeżem Wenezueli. Łączy zatokę Paria z Oceanem Atlantyckim.